# Callistethus flavofemoratus
Callistethus flavofemoratus är en skalbaggsart som beskrevs av Ohaus 1897. Callistethus flavofemoratus ingår i släktet Callistethus och familjen Rutelidae. Inga underarter finns listade.